# Ganodermataceae
Ganodermataceae es una familia de hongos perteneciente al orden Polyporales. Se conocen 8 géneros y 300 especies.